# Каршеринг в Москве

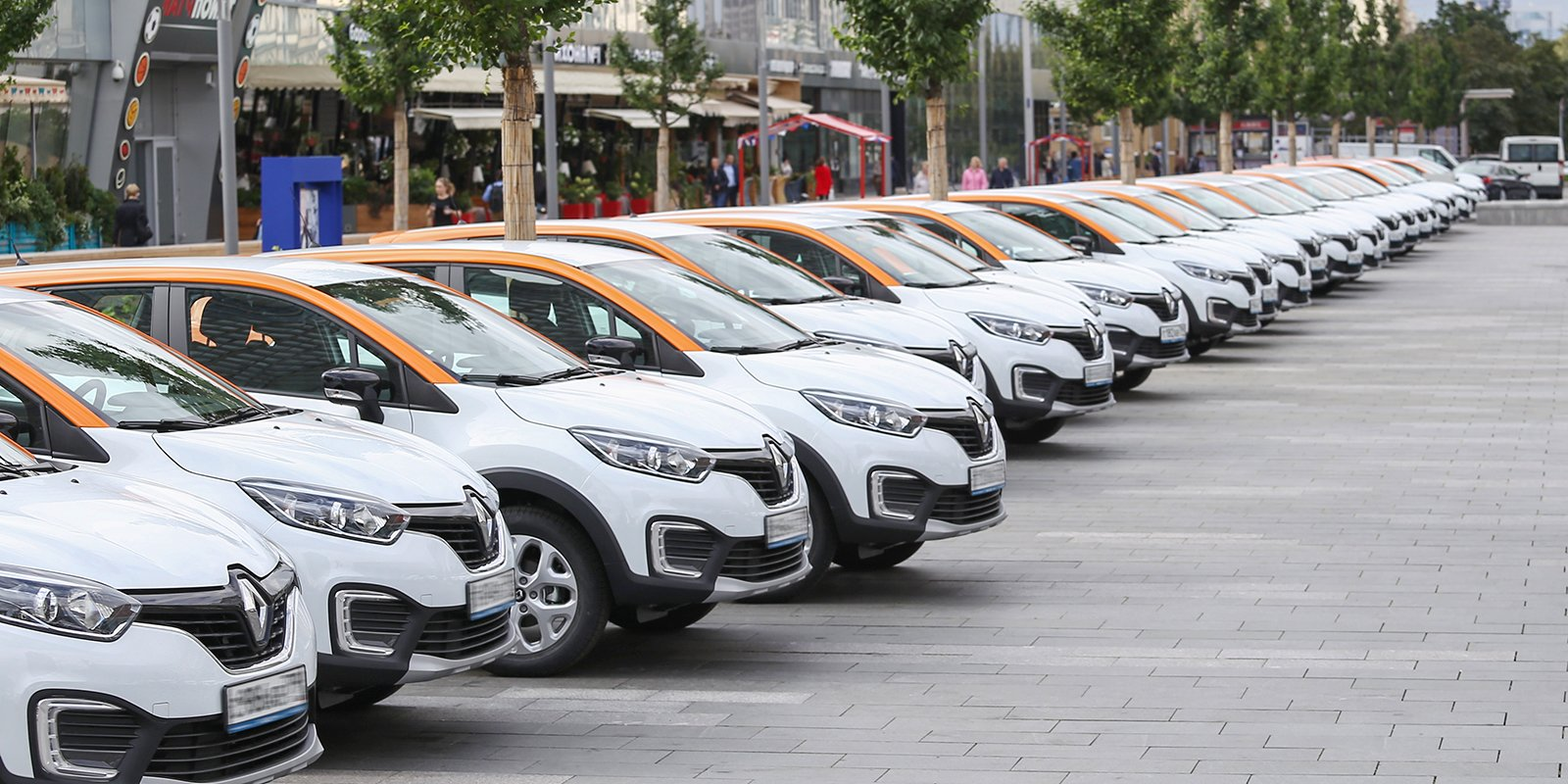
Автомобили каршеринга на парковке на Новом Арбате

Каршеринг — вид альтернативного транспорта в Москве. По состоянию на 2023 год в Москве сосредоточен самый большой автопарк автомобилей каршеринга среди других городов в Европе. При этом рынок free-float каршеринга в Москве является самым динамично развивающимся в мире (речь о виде каршеринга, когда место начала и окончания аренды разрешены в любом месте в пределах определённой зоны). По состоянию на 2023 год за один день пользователи из Москвы в среднем берут авто в аренду 122,5 тысяч раз. Всего сервисами аренды авто в Москве активно пользуется больше 1 млн человек. 

## История
Самый первый оператор free-float каршеринга в Москве и России появился в 2012 году. Им стал оператор Anytime. В наиболее динамичную фазу развития московский рынок каршеринга вошёл в 2015 году и с тех пор развивается наиболее активно. Так в 2015 году на московский рынок каршеринга вышли «Делимобиль», YouDrive и Car5. В 2016 году начала работу компания BelkaCar, а в 2017 году сразу семь компаний: Rentmee, «Карусель», Carlion, Easyride, Carenda, Lifcar, Car4You. В 2018 году в Москве продолжили появляться новые операторы каршеринга. Свою работу начали «Яндекс.Драйв», TimCar, «МатрёшCar» и CheryDrive. При этом «Яндекс.Драйву» в том же году, то есть в год своего появления на московском рынке, удалось стать лидером московского рынка каршеринга, обогнав более старые компании по размеру автопарка. Также в 2018 году произошло первое слияние на российском и московском рынке каршеринга: владелец «Делимобиля» приобрёл старейшего оператора каршеринга Anytime, при этом бренд последнего был сохранён.
Первое банкротство на рынке московского каршеринга произошло в конце 2018 года. Первым закрылся каршеринг Easyride, так и не дав объяснений, что стало причиной конца. Следом за ним закрылись такие компании, как TimCar и Carlion. Кроме того, компания Carenda «переехала» в Санкт-Петербург.
По состоянию на 2023 год в Москве действуют четыре оператора каршеринга: «Ситидрайв», «Яндекс.Драйв», «Делимобиль» и BelkaCar. Суммарно они владеют автопарком из более чем 30 тысяч машин. 

## Free-float каршеринг в Москве

### Перспективы и развитие

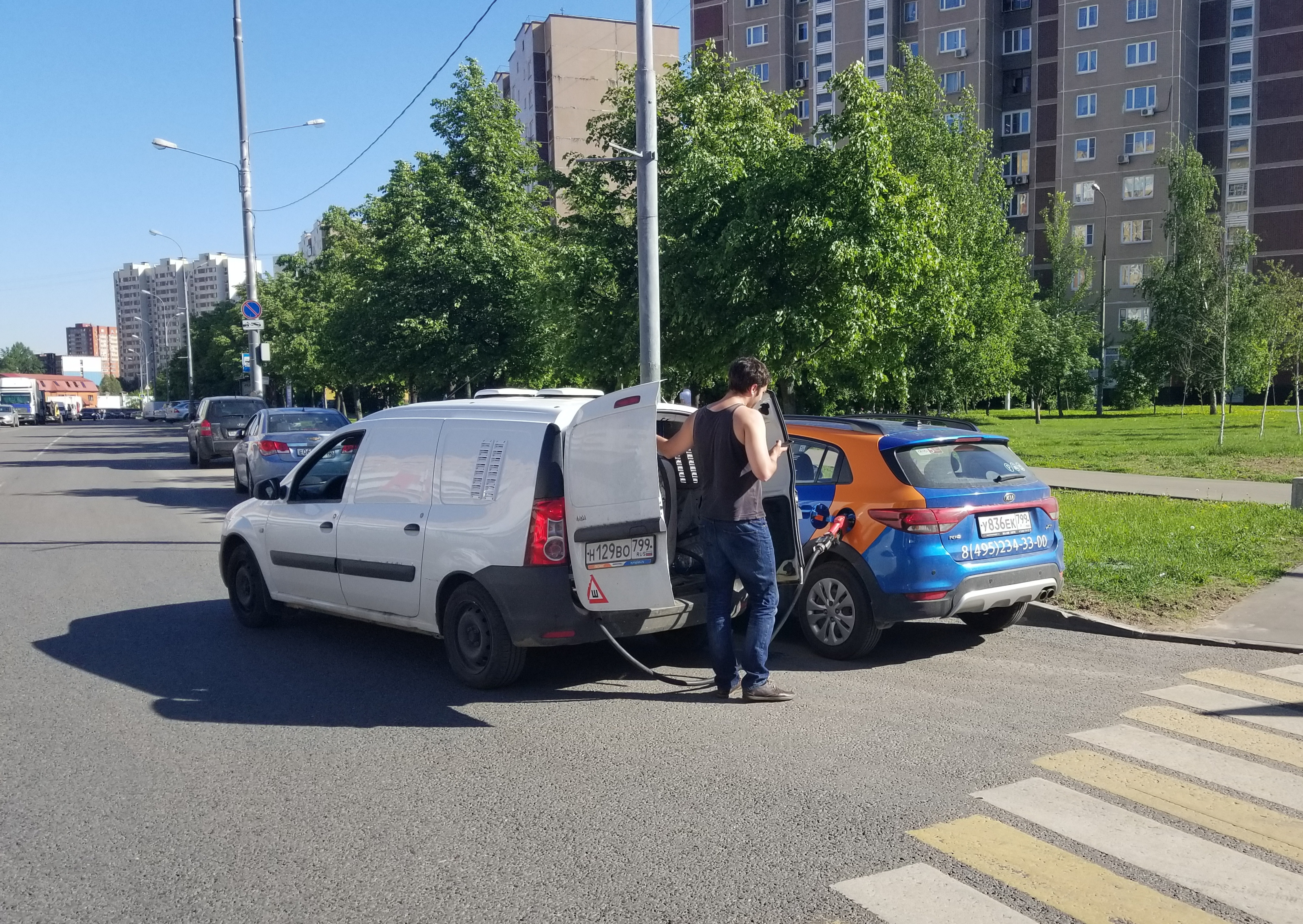
Отдельные операторы каршеринга в Москве для удобства пользователей заправляют свои автомобили с помощью собственных служб или заправочных компаний. Тем не менее автомобиль, как правило, можно заправлять самостоятельно посредством топливных карт операторов каршеринга либо за собственные деньги с последующей компенсацией затрат на топливо. У «Яндекс.Драйва» заправка на авторизованных АЗС может производиться за счёт компании через приложение «не выходя из машины», благодаря интеграции в приложение функционала сервиса «Яндекс.Заправки».
На фото — заправка автомобиля оператора BelkaCar на улице Маршала Полубоярова

В аналитическом отчёте, опубликованном в сентябре 2018 года, инвестиционный банк JPMorgan характеризовал московский рынок каршеринга как один из самых быстроразвивающихся в мире. На этот момент в столице было сосредоточено около 85% российского автопарка каршеринга — 11,5 тысяч машин от 15 компаний, а число ежедневных поездок составляло 60 тысяч. Для сравнения, по оценке аналитиков банка ING, по состоянию на октябрь 2018 года общий автопарк операторов free-float каршеринга в 13 странах Европы вместе взятых составил только 15 тыс. автомобилей. 
К концу августа 2019 года число каршеринговых машин в Москве выросло до более чем 23 тысяч. При этом соотношение числа жителей столицы к количеству автомобилей каршеринга составляло 1082, и по этому параметру Москва вдвое отставала от мировых лидеров в этой сфере — Торонто (один автомобиль на 498 жителей, по оценке на конец второго квартала 2017 года), Мадрида (500), Штутгарта (515) и Нью-Йорка (525). 
В январе 2020 года, по данным аналитического агентства «Автостат», Москва с 30 тысячами каршеринговых автомобилей вышла на первое место в мире по размеру городского парка краткосрочной аренды. При этом, если в 2018 году «Делимобиль», BelkaCar, и «Яндекс.Драйв» имели примерно равное количество машин, то к началу 2020 года на «Яндекс.Драйв» пришлось более половины парка каршеринга в Москве.
| Год  | Количество автомобилей | Число активных пользователей, тыс. | Количество поездок, млн | Комментарии                                                             | Источники                |
| ---- | ---------------------- | ---------------------------------- | ----------------------- | ----------------------------------------------------------------------- | ------------------------ |
| 2015 | 350                    | 15                                 | 0,035                   |                                                                         | [ 11 ]                   |
| 2016 | 1500                   | 150                                | 1,6                     |                                                                         | [ 11 ]                   |
| 2017 | —                      | —                                  | 6,5                     |                                                                         | [ 12 ]                   |
| 2018 | 16500                  | —                                  | 23                      |                                                                         | [ комм. 2 ] [ 6 ] [ 12 ] |
| 2019 | 23000 (июнь 2019 года) | —                                  | —                       | Прогноз Дептранса Москвы на конец года — 25 тыс. автомобилей каршеринга | [ 13 ] [ 14 ]            |

### Стимулирование роста автопарка и пользователей каршеринга

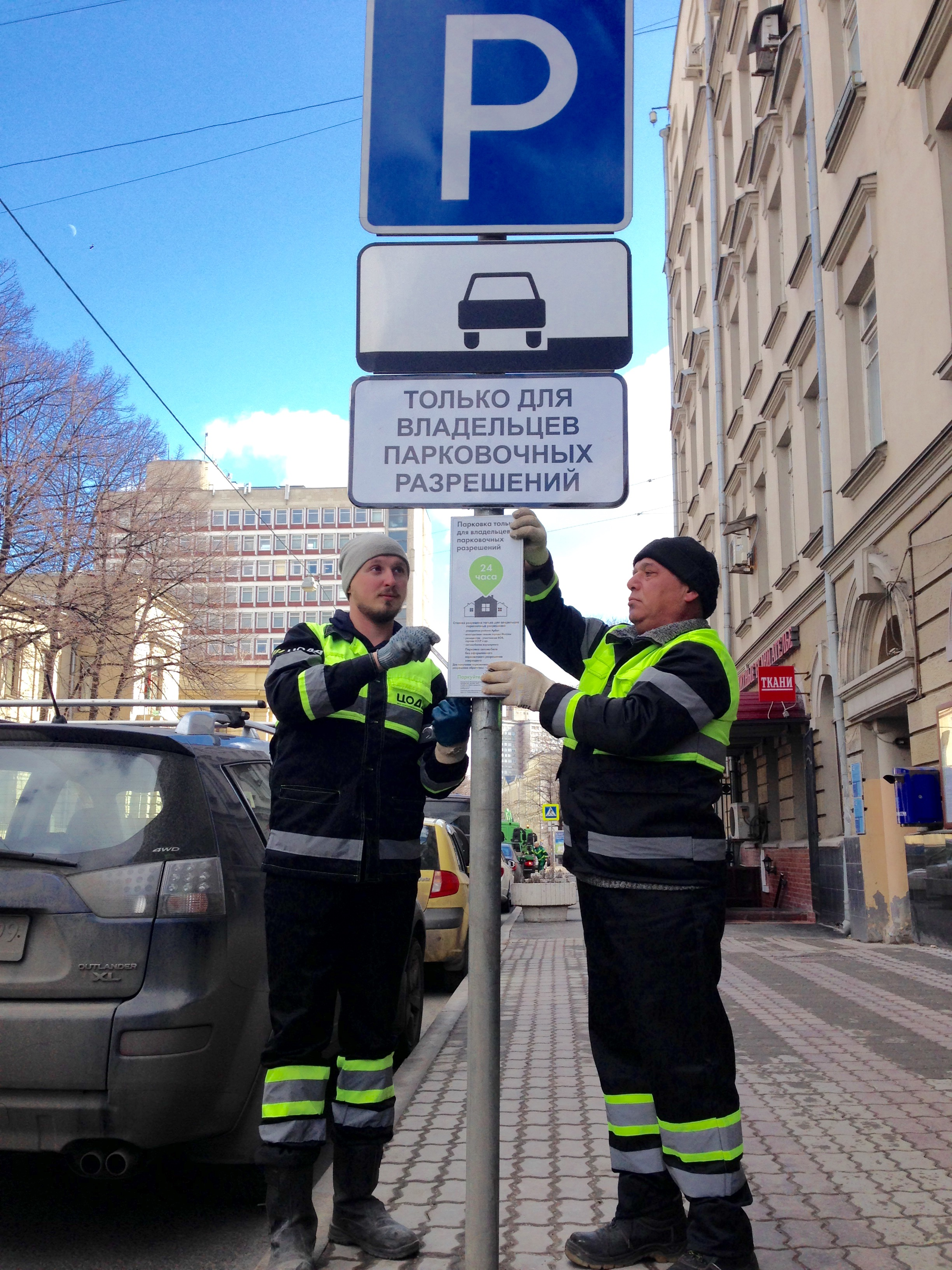
Дорожный знак 8.9.1 «Стоянка только для владельцев парковочных разрешений» разрешает парковку в Москве автомобилям каршеринга, имеющим парковочное разрешение. Парковочное разрешение имеют только автомобили с оранжевым логотипом «Московский каршеринг» на задней двери автомобиля

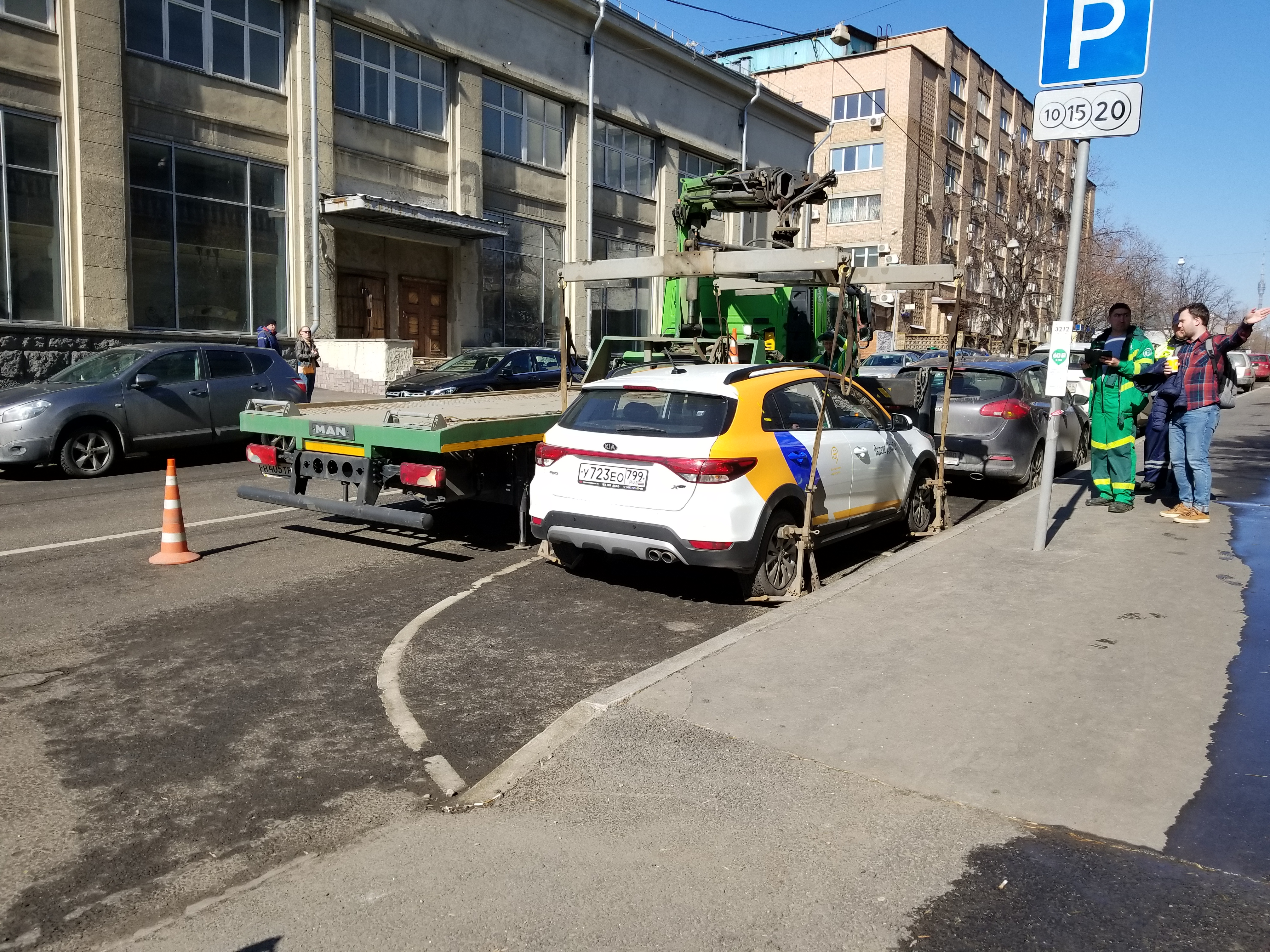
Эвакуация неправильно припаркованного автомобиля каршеринга «Яндекс.Драйв» на улице Правды в Москве. Автомобиль был припаркован вне пределов стояночной зоны, обозначенной разметкой и знаком

Активному росту популярности каршеринга у пользователей в Москве, наряду с другими факторами, поспособствовало введение платной парковки в Москве, охватившей более тысячи улиц. При этом Правительством Москвы было принято решение стимулировать развитие каршеринга дополнительными мерами, так как, по статистике, один автомобиль каршеринга заменяет 15 личных, что позволяет разгрузить дороги и улучшить дорожную обстановку в Москве. Одной из первых таких мер Правительства Москвы стало постановление № 289-ПП, согласно которому операторы каршеринга получили право на льготную парковку в Москве. Сейчас размер платы за каждый автомобиль каршеринга, который включён в систему «Московский каршеринг», составляет 27,6 тыс. рублей в год. Обычным автомобилистам такой годовой абонемент на все зоны городской парковки обходится в 250 тыс. рублей. Другой мерой поддержки стала инициатива московских властей, утверждённая постановлением № 405-ПП, о возмещении части затрат по уплате процентов по кредитным договорам и платежей по договорам финансовой аренды (лизинга) легковых автомобилей, используемых в системе московского каршеринга. По сообщениям СМИ, на 2017 год планировалось выделить 158 млн руб. субсидий.

## Peer-to-peer каршеринг в Москве
По состоянию на ноябрь 2018 года основатель оператора P2P-каршеринга Rent-a-Ride оценил предложение его компании на московском рынке в 7000 автомобилей с ежесуточным добавлением в базу проката 100—150 машин. Минимальная цена проката составляла на тот момент 500 рублей в сутки.

## Грузовой каршеринг
Крупнейшей компанией на московском рынке грузового каршеринга является «Яндекс.Драйв», который с декабря 2018 года представляет в аренду фургончики Citroën Jumpy. На первый квартал 2021 года запланирован запуск грузового каршеринга от КамАЗа, пользователям которого будет доступна линейка самосвалов «КамАЗ-65801» грузоподъемностью в 32 тонны.

## Фотогалерея

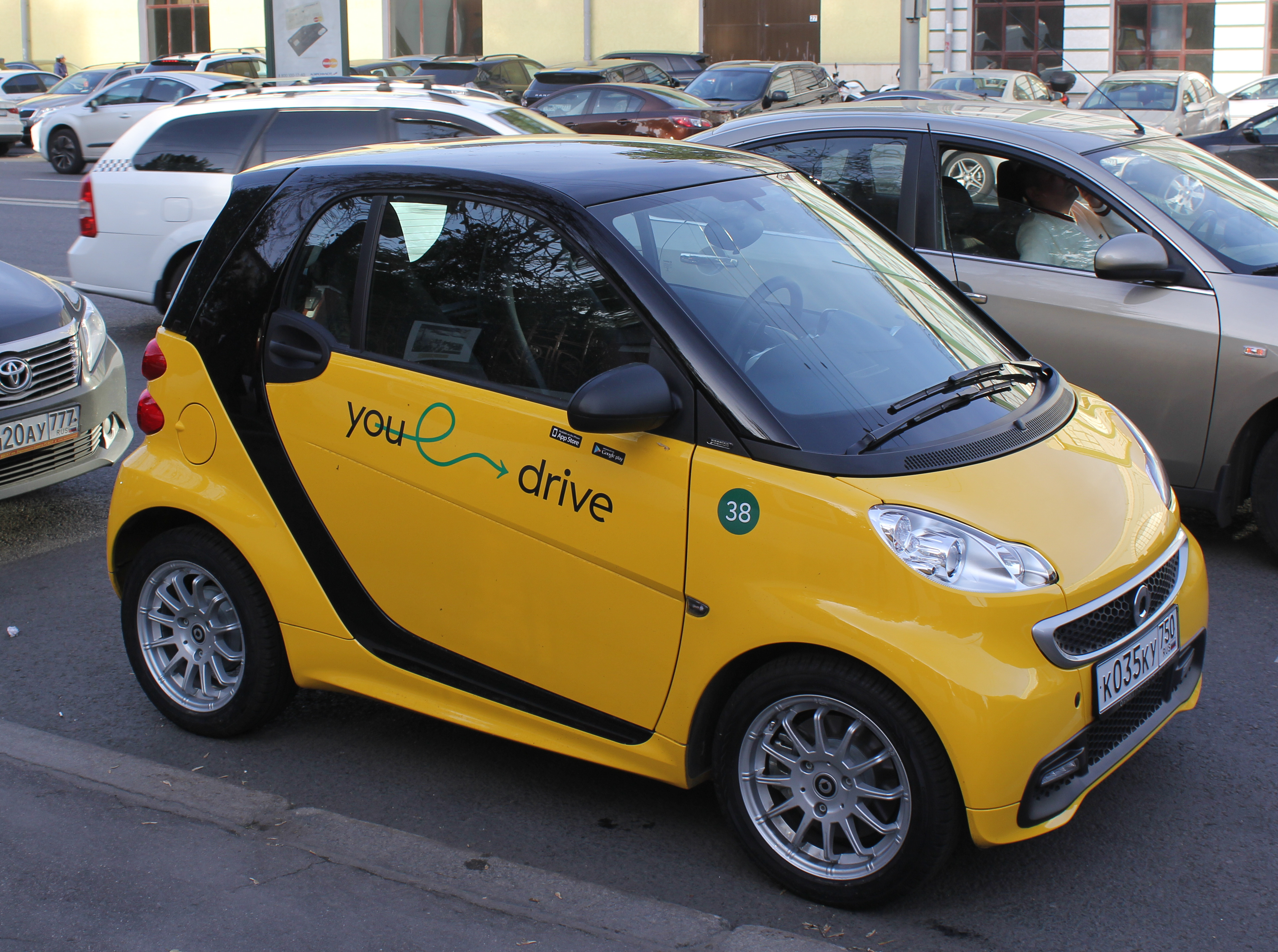
Автомобиль каршеринговой службы YouDrive
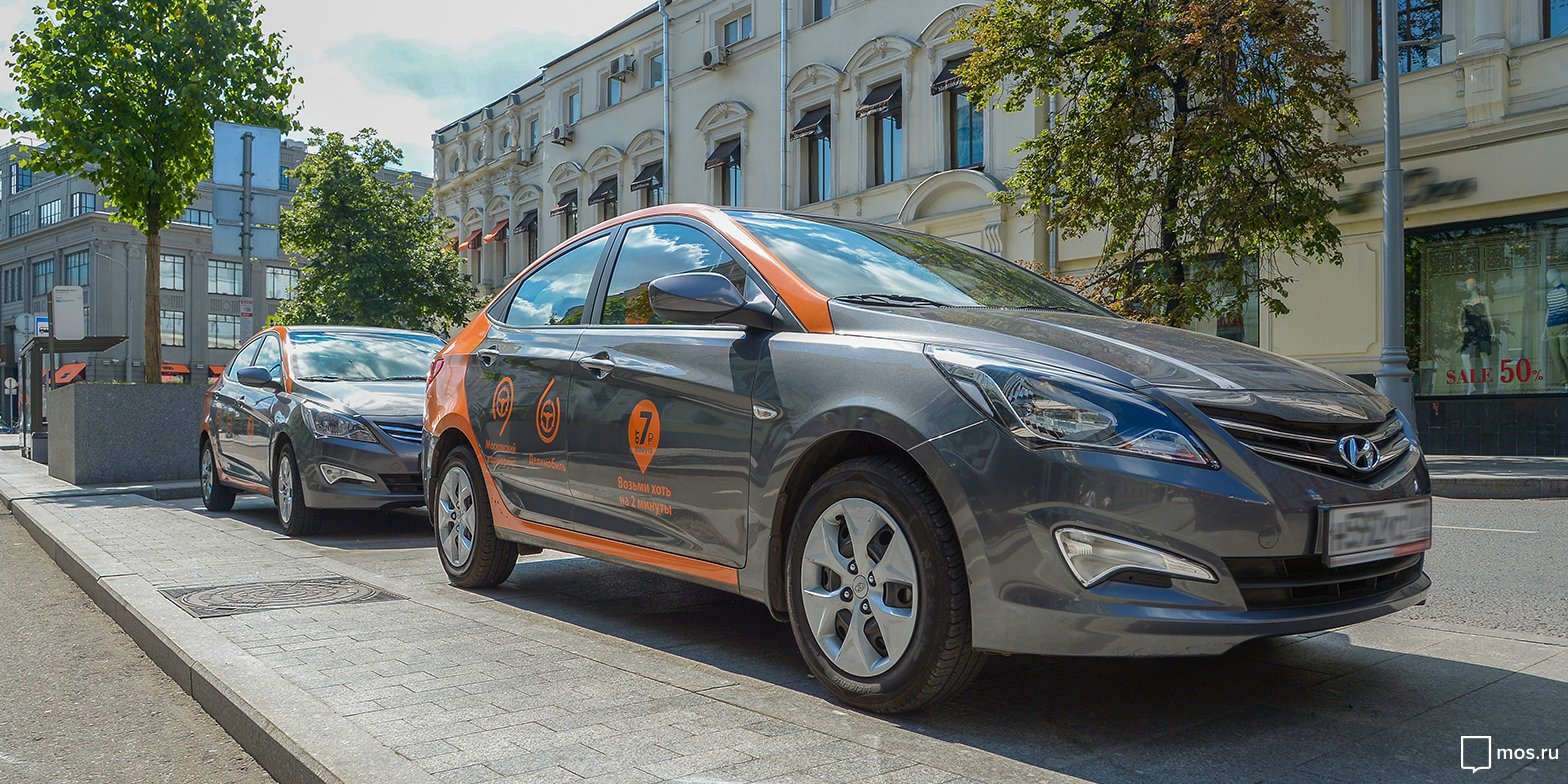
Автомобиль Hyundai Solaris оператора «Делимобиль»
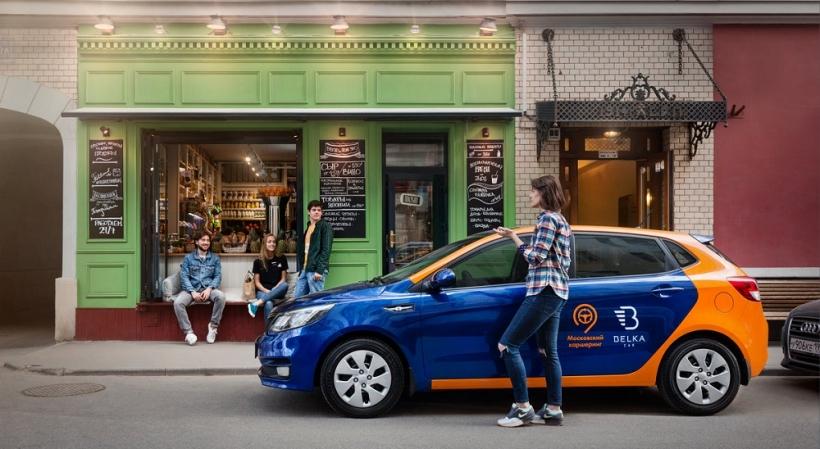
Автомобиль Kia Rio службы каршеринга BelkaCar
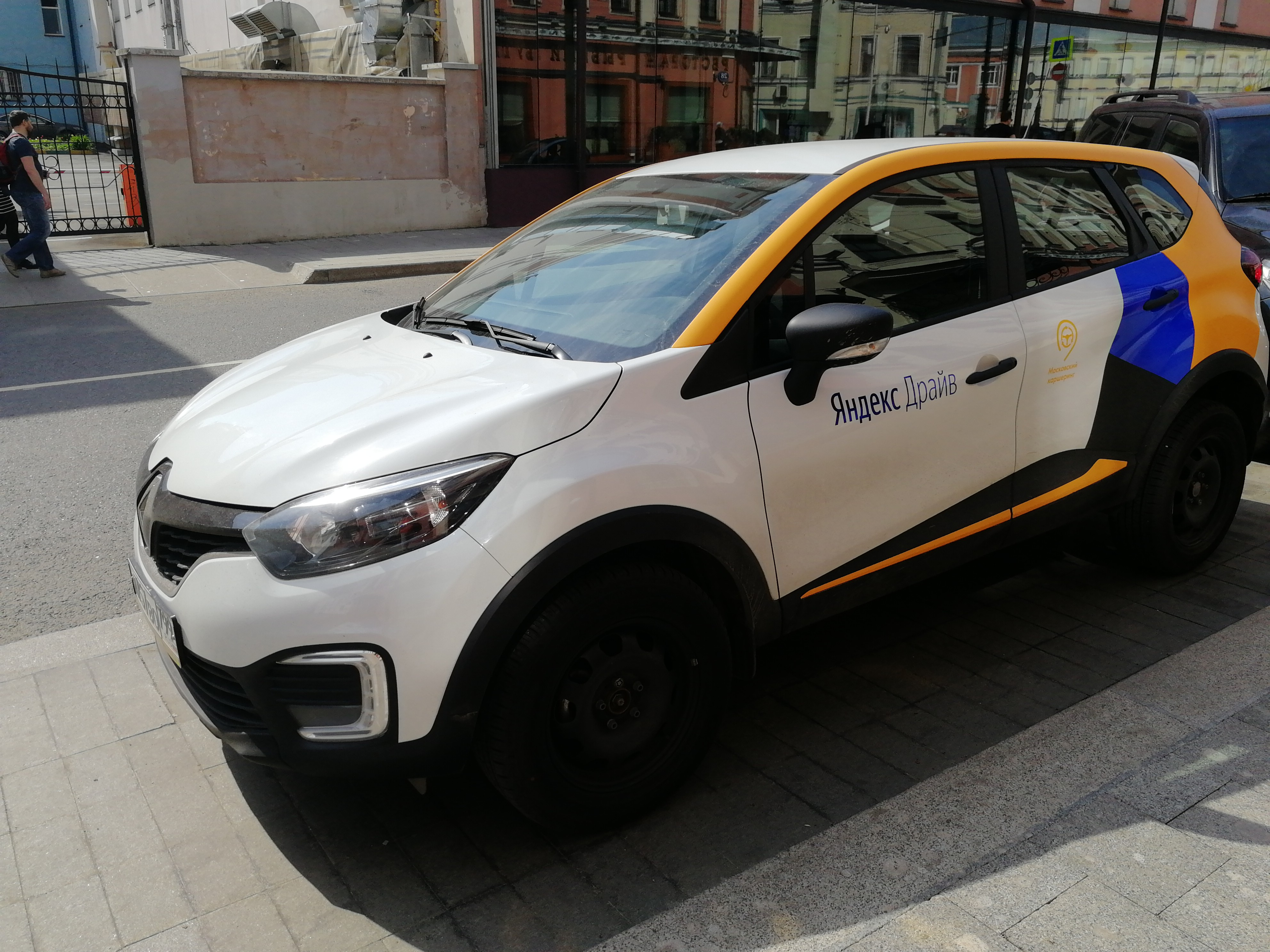
Renault Kaptur «Яндекс Драйва» на парковке в Москве
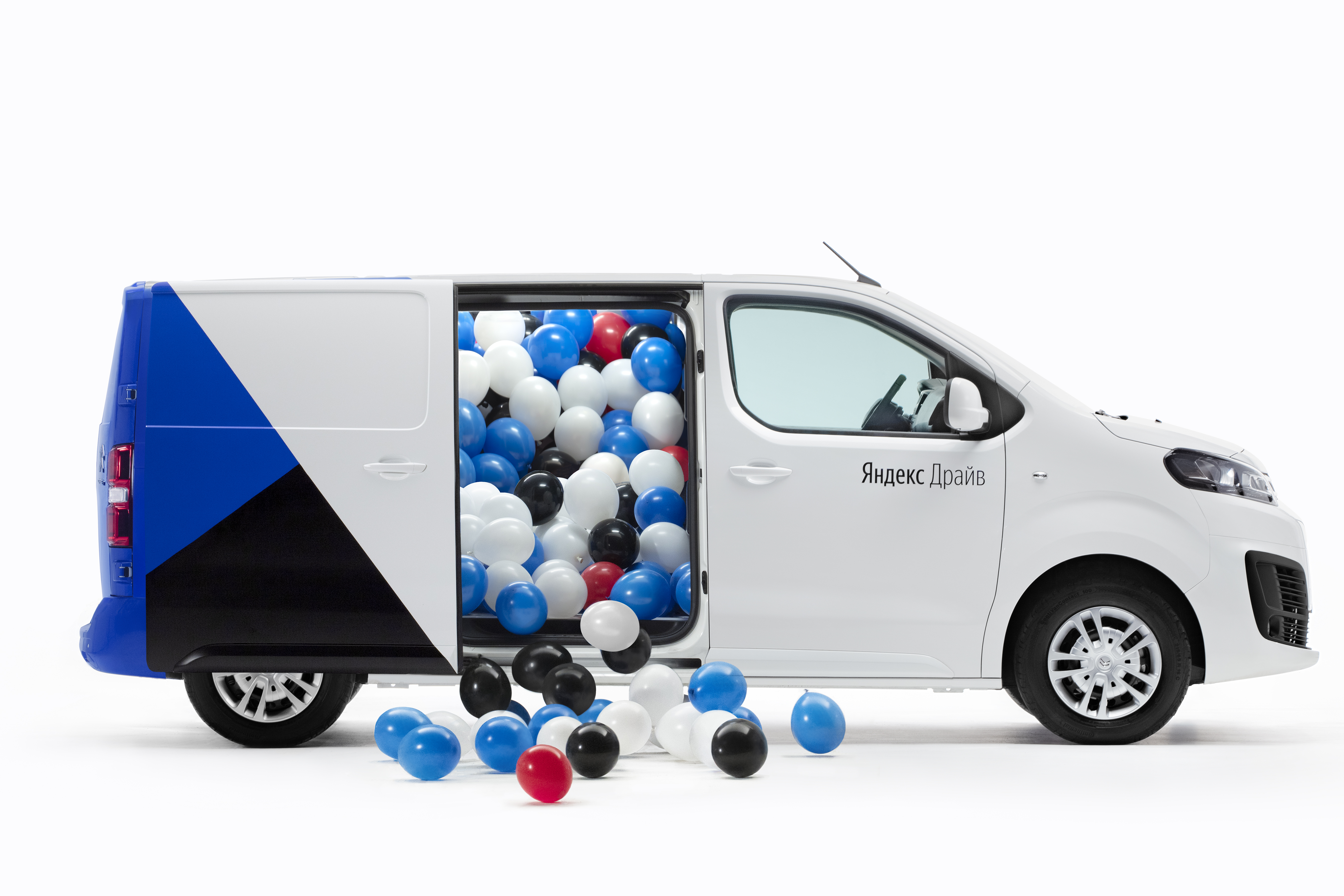
Грузовой фургон Citroën Jumpy оператора «Яндекс.Драйв»